# Tetrastichus apantelicida
Tetrastichus apantelicida is een vliesvleugelig insect uit de familie Eulophidae. De wetenschappelijke naam is voor het eerst geldig gepubliceerd in 1923 door Brèthes.